# Design Thinking
Design Thinking ist ein Ansatz, der zum Lösen von Problemen und zur Entwicklung neuer Ideen führen soll. Ziel ist dabei, Lösungen zu finden, die einerseits aus Anwender- oder Nutzersicht überzeugend, andererseits markt- und produktorientiert sind.

## Ansatz und Kernaspekte
Laut Tim Brown (IDEO) geht es beim Design Thinking einfach ausgedrückt darum, die „Sensibilität und die Methoden eines Designers zu nutzen, um die Bedürfnisse der Menschen mit dem technologisch Machbaren und dem, was eine tragfähige Geschäftsstrategie in Kundennutzen und Marktchancen umwandeln kann, in Einklang zu bringen.“ Design Thinking beruht auf der Überzeugung, dass das Lösen von Problemen effektiver ist, wenn Menschen verschiedener Disziplinen in einem Umfeld zusammenarbeiten, das die Kreativität fördert. Gemeinsam entwickeln sie eine Fragestellung, die die Bedürfnisse und Motivationen von Menschen berücksichtigt und arbeiten dann an der Konzeption von Ideen, die mehrfach überprüft werden. Der Ansatz orientiert sich an Gestaltungsprozessen von Designern, die ihre Arbeit in Kombination mehrerer Schritte ausführen. Zugleich steht das Wort Thinking dafür, dass faktenbezogen die Machbarkeit und Wirtschaftlichkeit der Innovationen systematisch untersucht werden. Nach einem anderen Verständnis bedeutet Design Thinking „any process that applies the methods of industrial designers to problems beyond how a product should look“ („jeder Prozess, der die Methoden von Industriedesignern auf Probleme anwendet, die über das Aussehen eines Produkts hinausgehen“). Design Thinking vereint also drei grundlegende Kernaspekte: Nutzen, Umsetzbarkeit und Marktfähigkeit. Es werden dementsprechend der Nutzen für die Menschen in der Rolle der Nutzerinnen und Nutzer, die technologische Umsetzbarkeit und die wirtschaftliche Marktfähigkeit in Einklang gebracht, um eine perfekte Innovation entstehen zu lassen und das Problem einwandfrei zu lösen. Alle Punkte sollten gleich gewichtet werden.

## Schritte
Es existieren mehrere Vorgehensmodelle von Design-Thinking-Prozessen. Nach dem Hasso-Plattner-Institut in Potsdam lassen sich die sechs Schritte des Design Thinkings folgendermaßen beschreiben:
- Verstehen: Das zu Beginn stehende Problem wird bestenfalls mit einem Team aus mehreren Personen definiert. Wichtig ist dabei, ein allgemeines Verständnis zu schaffen und alle Beteiligten auf denselben Stand zu bringen. Konkrete Fragen können zum Beispiel sein: Was soll neu entwickelt (oder verbessert) werden? Für wen soll die Entwicklung relevant sein? Welche wesentlichen (aktuellen oder zukünftigen) Rahmenbedingungen müssen berücksichtigt werden? Welcher Endzustand soll durch die Lösung erreicht werden?
- Beobachten: Beim Beobachten geht es darum, sich in den Kunden hineinversetzen zu können. Eine Analyse des Kundenwillens bzw. -bedürfnisses ist zum Beispiel durch ein Interview, Begleitung im Alltag oder Rollenspiele möglich. Dabei ist es wichtig, den Kunden reden zu lassen. Gutes Zuhören und Beobachten ist der ausschlaggebendste Teil der Arbeit, denn sonst können Missverständnisse entstehen oder wesentliche Details übersehen werden.
- Standpunkt definieren: Die Ergebnisse der ersten beiden Schritte werden vereint. Techniken wie Personas oder Point-of-View werden dazu verwendet, den Standpunkt bildlich wie schriftlich zu definieren.
- Ideen finden: Zu Beginn der Ideenfindung steht ein allgemeines Brainstorming, in dem jegliche Ideen, seien sie noch so verrückt oder utopisch, zusammengetragen werden. Die Resultate werden strukturiert und nach Prioritäten sortiert. Dabei sind Fragen nach der Effektivität, der Umsetzbarkeit oder der Wirtschaftlichkeit der einzelnen Ideen von Bedeutung. Ebenfalls ist ein Blick zur Konkurrenz nicht unüblich.
- Prototyp: Ein Prototyp wird zu Anschauungszwecken erstellt. Perfektion und Vollendung sind dabei unbedeutend. Wichtiger ist: je einfacher, desto besser. Der Kreativität wird freien Lauf gelassen. Techniken, die beim Prototyping zum Einsatz kommen, sind unter anderem Wireframes, Post Its, Rollenspiele, Storyboards oder Modelle. Ausgerichtet wird der Prototyp auf die Bedürfnisse der Beteiligten. Wichtig ist, dass diese sich anhand des Prototyps die Lösung eines Problems vorstellen bzw. dies testen können.
- Testen: Zuletzt muss das Erarbeitete getestet werden. Dabei spielt Feedback eine wichtige Rolle. Außerdem ist Flexibilität gefordert. Funktioniert eine Idee nicht, darf sie verworfen werden. Kunden werden bei Tests mit den Prototypen genau beobachtet. Anhand ihrer Reaktion entwickeln sich weitere Ideen und Verbesserungen. Design Thinker sind bei diesem Schritt ebenfalls offen für neue Anregungen. Wird bei einem Test ein Mangel festgestellt, wird dieser eliminiert und die Schritte mit dem verbesserten oder neuen Prototypen wiederholt. Es ist durchaus üblich, dass es bei neuen Produkten mehrere Testphasen gibt, bis der Kunde zufrieden ist und das Produkt freigegeben werden kann.[9][10][11]

Nach IDEO lassen sich die sechs Schritte des Design Thinkings folgendermaßen beschreiben:
- Frame a Question: Finden Sie eine treibende Frage, die andere dazu inspiriert, nach kreativen Lösungen zu suchen.
- Gather Inspiration: Inspirieren Sie zum Denken von Neuem, indem Sie herausfinden, was Menschen brauchen.
- Generate Ideas: Lassen Sie offensichtliche Lösungen hinter sich, um zu bahnbrechenden Ideen zu gelangen.
- Make Ideas Tangible: Erstellen Sie grobe Prototypen, um zu begreifen, wie Sie Ideen verbessern können.
- Test to Learn: Verfeinern Sie Ideen, indem Sie Feedback sammeln und vorwärts experimentieren.
- Share the Story: Erstellen Sie eine menschliche Geschichte, um andere zum Handeln anzuregen.

## Entwicklung und institutioneller Hintergrund
Der institutionelle Hintergrund von Design Thinking liegt in der seit den 1960er Jahren sich konstituierenden Design-Forschung, die die spezifischen Arbeitsprozesse professioneller Designer erforscht. Sie versucht herauszufinden »how designers think«.
Entwickler und Vertreter des Design Thinkings sind die drei Stanford-Professoren Terry Winograd, Larry Leifer und David Kelley, der Gründer der Design- und Innovationsagentur IDEO, die das Konzept anwenden. 2003 gründeten sie in Stanford die d.school. Durch die Unterstützung von SAP-Gründer Hasso Plattner – der das Potenzial von Design Thinking erkannte – wurde die d.school im Oktober 2005 in Hasso Plattner Institute of Design umbenannt. Nach dem Vorbild dieses Instituts nahm im Oktober 2007 die HPI School of Design Thinking am Hasso-Plattner-Institut in Potsdam den Studienbetrieb auf. Im März 2015 startete IDEO mit IDEO U das Online-Bildungsprogramm zu Design Thinking.

## Praxis
Zahlreiche internationale Unternehmen und Organisationen jeglicher Größe nutzen Design Thinking als Projekt-, Innovations-, Portfolio-, Analyse- und/oder Entwicklungsmethode. Insbesondere die SAP SE nutzt Design Thinking dabei als Ansatz, wie die Entwicklungseinheiten mit den Kunden und deren Endnutzern zusammenarbeiten. Der ehemalige Geschäftsführer des Hannoverschen Zoos, Klaus-Michael Machens, gründete 1995 eine interdisziplinäre Arbeitsgruppe, die nach der Methodik ein Konzept Zoo 2000 erstellte. Nach einem Bericht der Financial Times Deutschland aus dem August 2010 konnte es erfolgreich umgesetzt werden.
Weitere Unternehmen, die Design Thinking anwenden, sind unter anderem Swisscom, Deutsche Bank, Volkswagen, Deutsche Bahn, Siemens, Airbnb, Pinterest und Francotyp-Postalia.

## Methoden
Design Thinking definiert keine originäre Methode, sondern nutzt – je nach Anwendungsbereich wie z. B. Wissensmanagement, Prototypenentwurf, Service-Prototyping usw. – eine Kombination von Methoden, die auf Prozessaufgaben wie z. B. Interviews, Visualisierung und Produktsimulation fokussieren.
Zu den wichtigen Methoden des Design Thinking, die vor allem im Marketing eingesetzt werden, zählen unter anderem
- das Customer Journey Mapping, bei dem Interaktionsverläufe mit dem Kunden und dessen dabei wirksame Präferenzen, Erlebnisse und Emotionen an den verschiedenen Touchpoints (Kundenschnittstellen und Vertriebskanäle wie Shop, Telefon, E-Mail, Web, App usw.) auf der Grundlage von Interviews oder anderen Feedbacks erforscht und dargestellt werden;
- die Erstellung von Nutzermodellen einer Gruppe von Menschen mit konkreten Merkmalen und Verhaltensweisen in der Mensch-Computer-Interaktion. Ein solches Modell einer Nutzergruppe wird als Persona bezeichnet.[23]

Mit der Digitalisierung der Kundenkommunikation auf immer mehr verfügbaren Kommunikationskanälen und zunehmender Diversifizierung der Absatzwege werden derartige Verfahren immer wichtiger für Kundenbindung und Vertriebserfolg.

## Definition aus Unternehmenssicht
Bisher existiert keine einheitliche Definition von Design Thinking. In der Regel wird dieser Zustand der Tatsache zugeschrieben, dass Design Thinking ein multidisziplinärer Ansatz ist und eben nicht nur von einer Wissenschaft dominiert wird. Dennoch haben sich unterschiedliche „Definitionen“ des Design Thinking, insbesondere im unternehmerischen Kontext ausgeprägt.

“Design thinking is a human-centered approach to innovation that draws from the designer’s toolkit to integrate the needs of people, the possibilities of technology, and the requirements for business success.”

„Design Thinking ist ein menschenzentrierter Innovationsansatz, der sich auf dem Toolkit des Designers stützt, um die Bedürfnisse der Menschen, die Möglichkeiten der Technologie und die Anforderungen an den Geschäftserfolg zu integrieren.“

„Industrial Design Thinking heißt die Methode, die […] für verzwickte Innovationsprobleme verwendet wird. Nicht nur die Lösung ist unbekannt, auch die Herausforderungen auf Seite des Kunden liegen im Dunkeln. Wie der Name schon andeutet: Der Kreativprozess nutzt stärker als andere Methoden visuelle und haptische Eindrücke. Eine Stärke von Design-Thinking ist, dass es auch Bedürfnisse aufspürt, die dem Nutzer gar nicht bewusst sind und die er nicht artikulieren kann.“

“A methodology solving wicked problems of identifying new opportunities using the tools and mindsets taught in Design Schools. Keys: consumer inspiration, abductive thinking, ‚doing‘ to think in a ‚low res‘ prototyping way, rapid iteration.”

„Eine Methode um verzwickte Probleme zu lösen, neue Gelegenheiten zu erkennen, mit Mitteln und Denkweisen, wie sie in Design-Schulen gelehrt werden. Schlüssel: Verbraucherinspiration, Abduktion, ‚es tun‘ um unscharfes, prototypisches Denken zu zulassen, schnelle Überarbeitung.“

“Design Thinking is really being able to put yourself into shoes of a customer or a client, it’s putting their needs as the top priority, and then building business and capability around that. […] It’s an approach that we borrowed from the way the designers approach designing physical products, and refining increasingly that it’s a phenominal way of helping businesses solve problems.”

„Design Thinking ist wirklich in der Lage, sich in die Lage eines Kunden oder eines Kunden zu versetzen, seine Bedürfnisse als oberste Priorität zu setzen und dann Geschäfte und Fähigkeiten darum herum aufzubauen. […] Es ist ein Ansatz, den wir uns an die Art und Weise geliehen haben, wie die Designer an die Entwicklung physischer Produkte herangehen, und zunehmend verfeinern, dass es eine phänomenale Möglichkeit ist, Unternehmen bei der Lösung von Problemen zu helfen.“

“Design Thinking is a method for practical and creative problem-solving, that evolved from fields as varied as engineering, architecture and business. At its core, Design Thinking focuses on understanding people’s needs and creatively discovery of solutions to meet those needs. Its core concepts are understand, explore, prototype and evaluate.”

„Design Thinking ist eine Methode zur praktischen und kreativen Problemlösung, die sich aus so unterschiedlichen Bereichen wie Ingenieurwesen, Architektur und Wirtschaft entwickelt hat. Im Kern konzentriert sich Design Thinking darauf, die Bedürfnisse der Menschen zu verstehen und kreativ Lösungen zu finden, um diese Bedürfnisse zu erfüllen. Seine Kernkonzepte sind verstehen, erforschen, prototypisieren und bewerten.“

„Design Thinking ist ein auf Menschen bezogener Innovationsansatz, der die Schaffung von kreativen Ideen und Geschäftsmodellen zum Ziel hat und die Bedürfnisse von Menschen in den Mittelpunkt stellt. Design Thinking verfolgt den Grundgedanken, dass Sie die Vorgehensweise und die Methoden von Designern auf die Entwicklung von Innovationen anwenden (dafür steht das Wort Design) und zugleich faktenbezogen die Machbarkeit und Wirtschaftlichkeit der Innovationen, wie ein Forscher, systematisch untersuchen (dafür steht das Wort Thinking).“

## Kritik
Die Hypothese, dass der kreative Prozess komplett designt werden kann und dass die Präsenz von Designern dabei eine ausschlaggebende Rolle spielt, wird kritisiert. Dev Patnaik stellt dem Design Thinking das Hybrid Thinking entgegen – es komme vielmehr darauf an, empathische Menschen mit unterschiedlicher Ausbildung, aber der Fähigkeit zu hybridem Denken an die richtigen Stellen der Organisation zu setzen. Als Beispiel zitiert er die Innovationserfolge Claudia Kotchkas bei Procter & Gamble. Claudia Kotchkas Erfolg bei P&G zeige nicht etwa den Triumph der von ihr verstärkt rekrutierten Designer im kreativen Prozess an, sie sei selbst Betriebswirtin. Die Herausforderung bestehe nicht darin, interdisziplinäre Teams zu bilden, sondern einzelne Mitglieder zu rekrutieren, die zu interdisziplinärem Denken in einer Person fähig sind, und sie an entscheidenden Schaltstellen zu positionieren.
Auch der Designtheoretiker Wolfgang Jonas kritisiert den Hype um das unscharfe Design-Thinking-Konzept und betont demgegenüber die Rolle des Designs als einer immer schon eigenständigen transdisziplinären Form der Wissensproduktion im Sinne von Herbert A. Simons Sciences of the Artificial sowie den evolutionären Verlauf von Designprozessen, die bei aller Zielorientierung stets auch sich selbst reflektierende Redesign-Prozesse sind. Die Wissenschaftlerin aus dem Bereich der Stadtplanung Natasha Iskander kritisiert, dass Design Thinking grundlegend konservativ ist und lediglich den Istzustand erhält. Sie argumentiert: „Wenn der Designer als Herrscher über die in den Designprozess einfließenden Bedeutungen fungiert, wird das Potenzial für Verbindungen nicht nur auf das beschränkt, was der Designer als bedeutend ansieht, sondern auch auf die Beziehungen, die er oder sie sich denken kann.“ Nach Ansicht von Designer und Urbanist Dan Hill berücksichtige Design Thinking nicht die bestehenden Praktiken und Umgangsformen der Beteiligten. Damit versäume Design Thinking, verstärkende Effekte von Theorie und Praxis zur Problemlösung und Zielerreichung adäquat aufzugreifen.